# Michael Guest (politiker)
Michael Patrick Guest, född 4 februari 1970 i Woodbury i New Jersey, är en amerikansk politiker (republikan). Han är ledamot av USA:s representanthus sedan 2019.
Guest gick i skola i Brandon High School i Brandon i Mississippi och avlade 1993 kandidatexamen vid Mississippi State University samt 1995 juristexamen vid University of Mississippi.